# Sonst-Jetzt-Schema
Das Sonst-Jetzt-Schema ist ein besonderes Stilmittel der altägyptischen Literatur, das mit dem Ende der ersten Zwischenzeit im Mittleren Reich eingeführt wurde und die Umkehrung der altägyptischen kosmologischen Weltordnung (Maat) beschreibt. 
Mit dem Sonst-Jetzt-Schema ist speziell der Vorgang gemeint, wenn durch fremdländische Eroberungen die Gottheiten Ägypten verlassen oder für Katastrophen verantwortlich gemacht werden, den Menschen keinen Schutz mehr gewähren und das Chaos (Isfet) regiert. Die sonst natürliche Ordnung ist in der Folge nicht mehr existent, so dass selbst die Natur nicht mehr den sonstigen Gegebenheiten folgt, beispielsweise wenn die Nilschwemme ausbleibt. In der Lehre des Chascheschonqi wird das Sonst-Jetzt-Schema im Zusammenhang der Rahmenhandlung verwendet, in welcher der Zorn des Sonnengottes Re thematisiert wird:

„Wenn Re gegen ein Land zürnt, wird sein Herrscher das Recht vernachlässigen, wird er die Gesetze und die Reinheit sowie die Maat aufhören lassen in ihm, wird er Werte vermindern in ihm, lässt er kein Vertrauen in ihm zu, wird er seine Geringen groß und seine Großen gering machen, wird er die Dummen Herren der Klugen sein lassen, wird er seinem Herrscher befehlen, seinen Untergebenen Böses anzutun, wird er seinen Schreiber zum obersten Verwaltungsbeamten machen, wird er seinen Wäscher zum Polizeichef machen.“